# .my
.my је највиши Интернет домен државних кодова (ccTLD) за Малезију.

## Домени другог нивоа
- .com.my - намењен је за комерцијалну употребу;
- .net.my - намењен је за интернет провајдере и информатичка друштва;
- .org.my - намењен је за непрофитне и друге организације;
- .gov.my - намењен је за државне институције;
- .edu.my - намењен је за образовне институције;
- .mil.my - намењен је за војску и војне организације;
- .name.my - намењен је за физичка лица.